# Eliahou Winograd
Pour les articles homonymes, voir Winograd.
Eliahou Winograd (en hébreu : אליהו וינוגרד) (né en décembre 1926 - 13 janvier 2018) est un juge israélien.
De septembre 2006 à 2018, il préside la Commission Winograd chargée d'enquêter sur les échecs et les dysfonctionnements vécus par Israël pendant le conflit israélo-libanais de 2006.

## Biographie
Étudiant à l'université hébraïque de Jérusalem, il obtient un doctorat en droit. Il est nommé juge en 1972.
Après avoir présidé la Cour de justice du district de Tel-Aviv pendant plusieurs années, il siège momentanément au sein de la Cour suprême d'Israël, puis prend sa retraite en 1996. Il devient alors actif dans des fonctions d'arbitrage et de médiation, s'engage dans le droit à l'échelle locale et prend la tête de plusieurs commissions publiques traitant notamment des sujets suivants :
- les frais de scolarité des étudiants à l'université ;
- le système de fonds de pension israélien ;
- un accident de câblage dans l'Armée de l'air ;
- le statut du rang militaire d'Aluf Yitzhak Mordechai ;
- la situation du pilote Ron Arad en 2002 (statuant alors qu'il n'y avait pas de raison de penser qu'il n'est plus en vie) ;
- l'utilisation des dons de sang faits par la communauté falasha ;
- l'autorité du censeur militaire ;
- depuis le conflit israélo-libanais de 2006, un premier rapport partiel publié le 30 avril 2007 a considéré sévèrement le Premier ministre Ehoud Olmert dans ses jugements et son sens de la responsabilité au cours contexte du conflit armé. Le rapport définitif est attendu en janvier 2008.